# یوهی ناکادا
یوهی ناکادا (ژاپنی: 中田 洋平؛ زادهٔ ۱۱ نوامبر ۱۹۸۳) یک بازیکن فوتبال اهل ژاپن است.
از باشگاه‌هایی که در آن بازی کرده‌است می‌توان به باشگاه فوتبال کاتالر تویاما اشاره کرد.